# AA Tauri

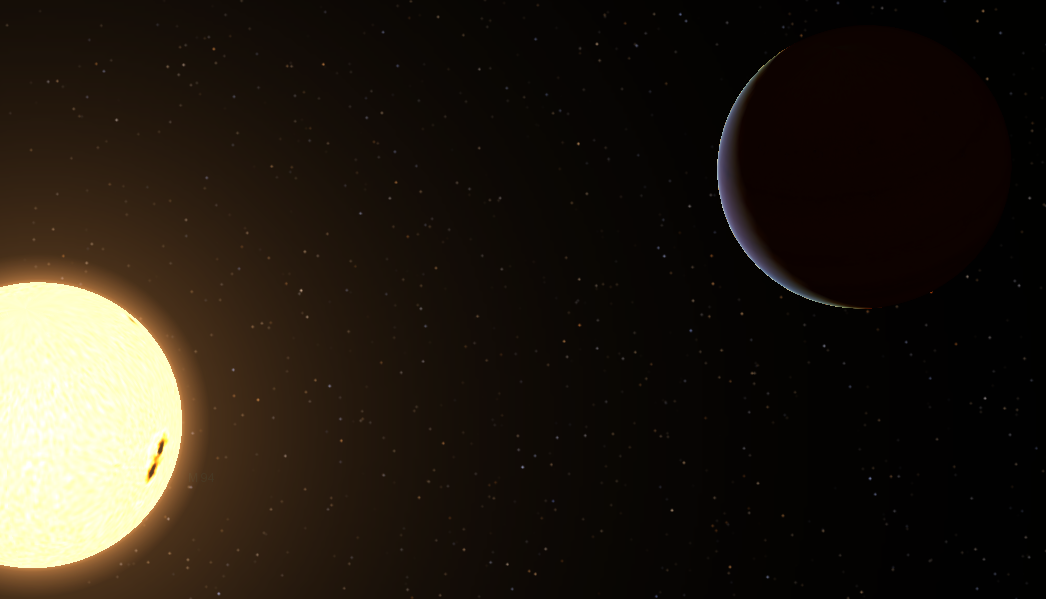
Joven estrella AA Tauri y compañera subestelar

AA Tauri (AA Tau / GCRV 55202 / HBC 63) es una estrella que se encuentra en la constelación de Tauro a unos 450 años luz de distancia del sistema solar.

## Características
De magnitud aparente +12,82, AA Tauri tiene tipo espectral M0V:e.
Es una joven estrella T Tauri, cuya edad es de menos de un millón de años.
Adoptando una temperatura efectiva de 4000 K, su masa equivaldría al 80 % de la masa solar y su luminosidad al 80 % de la que tiene el Sol.
Su radio es un 85 % más grande que el radio solar y su período de rotación es de 8,4 días.
Está clasificada como variable Orión, variando su brillo entre magnitud +12,2 y +16,10.

## Disco protoplanetario
Con la ayuda del telescopio espacial Spitzer se ha descubierto la existencia de un disco protoplanetario alrededor de AA Tauri. Compuesto mayoritariamente por gas, se ha detectado la presencia de tres moléculas orgánicas en el material que forma el disco: cianuro de hidrógeno, acetileno y dióxido de carbono, además de vapor de agua. Asimismo, la cantidad de estos compuestos es mayor en el disco que en la nube molecular de gas interestelar a partir de la cual se ha formado el disco. Ello evidencia una química orgánica activa dentro del mismo, formando estas moléculas y aumentando su contenido.
Según los descubridores, el hecho de encontrar grandes cantidades de cianuro de hidrógeno —sustancia precursora en la formación de aminoácidos— en una estrella que acaba de nacer, sugiere que las posibilidades de formación de moléculas complejas relacionadas con nuestra propia biología son mucho mayores de lo que se imaginaba.